# Слейтдейл (Пенсільванія)
Слейтдейл (англ. Slatedale) — переписна місцевість (CDP) в США, в окрузі Лігай штату Пенсільванія. Населення — 458 осіб (2020).

## Географія
Слейтдейл розташований за координатами 40°44′38″ пн. ш. 75°39′31″ зх. д. / 40.74389° пн. ш. 75.65861° зх. д. (40.743873, -75.658519).  За даними Бюро перепису населення США в 2010 році переписна місцевість мала площу 0,77 км², з яких 0,77 км² — суходіл та 0,01 км² — водойми.

## Демографія
Згідно з переписом 2010 року, у переписній місцевості мешкало 455 осіб у 175 домогосподарствах у складі 129 родин. Густота населення становила 588 осіб/км².  Було 194 помешкання (251/км²).
Расовий склад населення:
| - 98,5 % — білих - 1,1 % — азіатів |

До двох чи більше рас належало 0,4 %. Частка іспаномовних становила 1,1 % від усіх жителів.
За віковим діапазоном населення розподілялося таким чином: 22,9 % — особи молодші 18 років, 63,9 % — особи у віці 18—64 років, 13,2 % — особи у віці 65 років та старші. Медіана віку мешканця становила 40,3 року. На 100 осіб жіночої статі у переписній місцевості припадало 99,6 чоловіків;  на 100 жінок у віці від 18 років та старших — 96,1 чоловіків також старших 18 років.
Середній дохід на одне домашнє господарство  становив 60 282 долари США (медіана — 54 125), а середній дохід на одну сім'ю — 69 728 доларів (медіана — 58 281). За межею бідності перебувало 10,6 % осіб, у тому числі 0,0 % дітей у віці до 18 років та 0,0 % осіб у віці 65 років та старших.
Цивільне працевлаштоване населення становило 252 особи. Основні галузі зайнятості: освіта, охорона здоров'я та соціальна допомога — 23,8 %, фінанси, страхування та нерухомість — 17,5 %, роздрібна торгівля — 13,9 %.